# Uyanış: Büyük Selçuklu
Uyanış: Büyük Selçuklu ist eine türkische Fernsehserie, die die Geschichte des oghusischen Sultans Melikşah erzählt. Die Erstausstrahlung der Serie erfolgte am 28. September 2020 auf dem türkischen Fernsehsender TRT 1. Ein Prequelserie unter dem Namen Alparslan: Büyük Selçuklu wurde am 8. November 2021 veröffentlicht.

## Handlung
Die Serie zeigt den Aufstieg der Seldschuken unter Sultan Melikşah und seinem Sohn Ahmed Sencer, dem späteren Sultan des Seldschukenreiches. Es konzentriert sich auf ihre Kämpfe und Schlachten gegen Hasan Sabbah, den Anführer des Ordens der Assassinen, das Byzantinische Reich und andere rivalisierende Staaten, die darauf abzielen, die Seldschuken zu schwächen. Sencer hat Turna Hatun gesehen, die Tochter eines Emirs, die sich weigert, sie ihm zur Frau zu geben, aber schließlich nachgibt. Melikşah ist mit Terken und Zubeyde verheiratet. Terken ist hochschwanger mit ihrem Sohn und Elcin Hatun ist in den Palast gekommen. Sie ist eifersüchtig auf Elcin, damit sie nicht heiraten und ihm einen Sohn schenken könnte, damit er in Terken die Aufmerksamkeit verliert. Als sie versucht, das zu beweisen, aber nicht gut ist, geht sie dorthin, wo Melikşah ist. Sie drängt den Kutscher, immer schneller zu fahren, doch dann geraten die Pferde ins Schleudern und lassen die Kutsche fallen. Terken wird zusammen mit ihrer Tochter in den Palast zurückgebracht und angewiesen, bis zur Geburt ihres Babys im Bett zu bleiben. Während sie aufsteht, platzt ihre Fruchtblase und die Wehen setzen ein. Sie bringt einen Sohn zur Welt, der nach der Geburt stirbt. Später wird sie erneut Schwanger.
Auch Tapars Frau Gevher bringt ein Mädchen namens Fatima zur Welt. Die Serie endet damit, dass Sencer und Tapar Isfahan verlassen und Emire werden.

## Veröffentlichung
Regie führte Sedat İnci. Der Produzent war Emre Konuk und die Drehbücher schrieben Serdar Özönalan und Emre Konuk. Die Musik der Serie komponierte Batuhan Fırat. Die Serie wurde von 28. September 2020 bis 31. Mai 2021 auf TRT 1 ausgestrahlt. In der Hauptrolle spielen Buğra Gülsoy, Ekin Koç, Sezin Akbaşoğulları, Hatice Şendil, Gürkan Uygun, Sevda Erginci und Mehmet Özgür.

## Besetzung
| Schauspieler        | Rolle           | Folge |
| ------------------- | --------------- | ----- |
| Buğra Gülsoy        | Sultan Melikşah | 1–34  |
| Ekin Koç            | Ahmed Sencer    | 1–34  |
| Hatice Şendil       | Terken Hatun    | 1–34  |
| Gürkan Uygun        | Hasan Sabbah    | 1–34  |
| Sevda Erginci       | Turna Hatun     | 1–34  |
| Mehmet Özgür        | Nizâmülmülk     | 1–34  |
| Sezin Akbaşoğulları | Zübeyde Hatun   | 16–34 |

## Trivia
Die Besetzung der Serie wurde speziell in Reiten, Pfeilschießen und Schwertern geschult. Die Schauspieler werden von der in Kasachstan ansässigen National Action Company ausgebildet (z. B. Nomad Stunts, Ottoman Stunts).

## Rezeption
Wie andere türkische Fernsehserien, erfreute sich die Serie in Bangladesch und in Pakistan großer Beliebtheit. Besonders die 23. Folge erreichte in der Türkei hohe Einschaltquoten. Die Serie wurde so gut aufgenommen, dass sie als einzige türkische Fernsehserie in die Tageshits-Rubrik der Zeitung „The Wit“ aufgenommen wurde.